# ノイヴェルク島
ノイヴェルク島 (ドイツ語:  Neuwerk) は、ドイツ北海岸の北海・ワッデン海に浮かぶ、干潮時に陸繋島となる島（タイダル・アイランド）。広さは3 km2 (1.2 sq mi)、人口は32人（2016年末現在）。クックスハーフェンの北西方13 km (8 mi)、ハンブルクの中心部から約120 km (70 mi)に位置しており、ヴェーザー川とエルベ川の三角江に挟まれている。

## 概要
行政上は、ドイツのハンブルク特別市/州のハンブルク＝ミッテ区に属する。この区には、鳥類保護区で民間人の立ち入りができないシャールヘルン島やニーゲヘルン島も含まれている。ノイヴェルク島を合わせたこの3島とワッデン海の周辺海域は、ハンブルク・ワッデン海国立公園に指定されている。
島の内側の約3平方キロメートル (1.2平方マイル)を取り囲むように堤防が築かれており、徒歩でも約1時間で一周できる。その外側に広がる塩沼はアウトラント（外地）と呼ばれ、ミヤコドリ、アジサシ、サンドイッチアジサシ、ユリカモメ、セグロカモメなど様々な鳥類の産卵地となっている。夏場には、農家がアウトラントの北側で牛や馬の放牧を行うこともある。

## 観光
干潮時には対岸のヴァットヴァーゲンから徒歩で行き来することができ、クックスハーフェンからは四輪馬車も運行されている。泥が一直線に平坦に堆積していることで、道ができるのである。道中には緊急避難用に背の高いケージが設置されている。もし岸から離れたところを歩いている間に満ち潮に捕まってしまった場合は、このケージに昇って引き潮を待つか、照明弾を撃って助けを求めることになる。照明弾を使うと救助ボートが送られてくるが、レスキュー隊に謝金を支払い、かなりの額の罰金を納めなければならない。
夏には、満潮時にMS Flipperが島とクックスハーフェンのアルテ・リーベ港を行き来している。運行が潮の干満に左右されるため、発着時間は定まっていない。片道の所要時間は約1時間半である。
主な観光地として、ノイヴェルクの大灯台がある。安い料金を支払って展望台に上ると、島と海岸線を一望できる。灯台内には7部屋のゲストルームを有する小さなホテルがあり、灯台の隣にも宿泊施設がある。また灯台の近くには、これまでに岸に流れ着いた遭難者の遺体を葬った無名者墓地がある。なお現在では、漂着した遭難遺体は大陸へ送られることになっている。

## 歴史

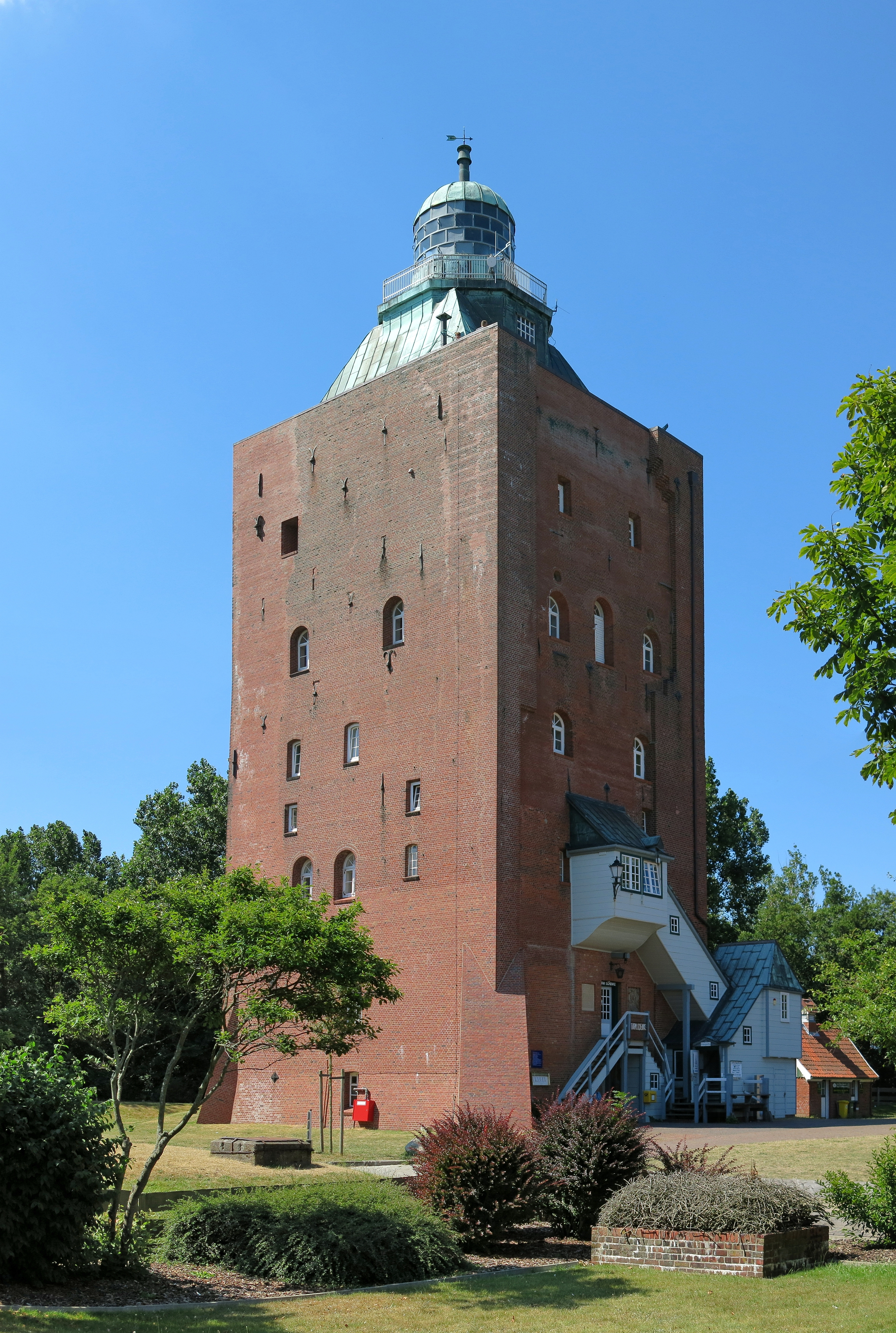
ノイヴェルクの大灯台。1369年に建造されたレンガ造りの建物。

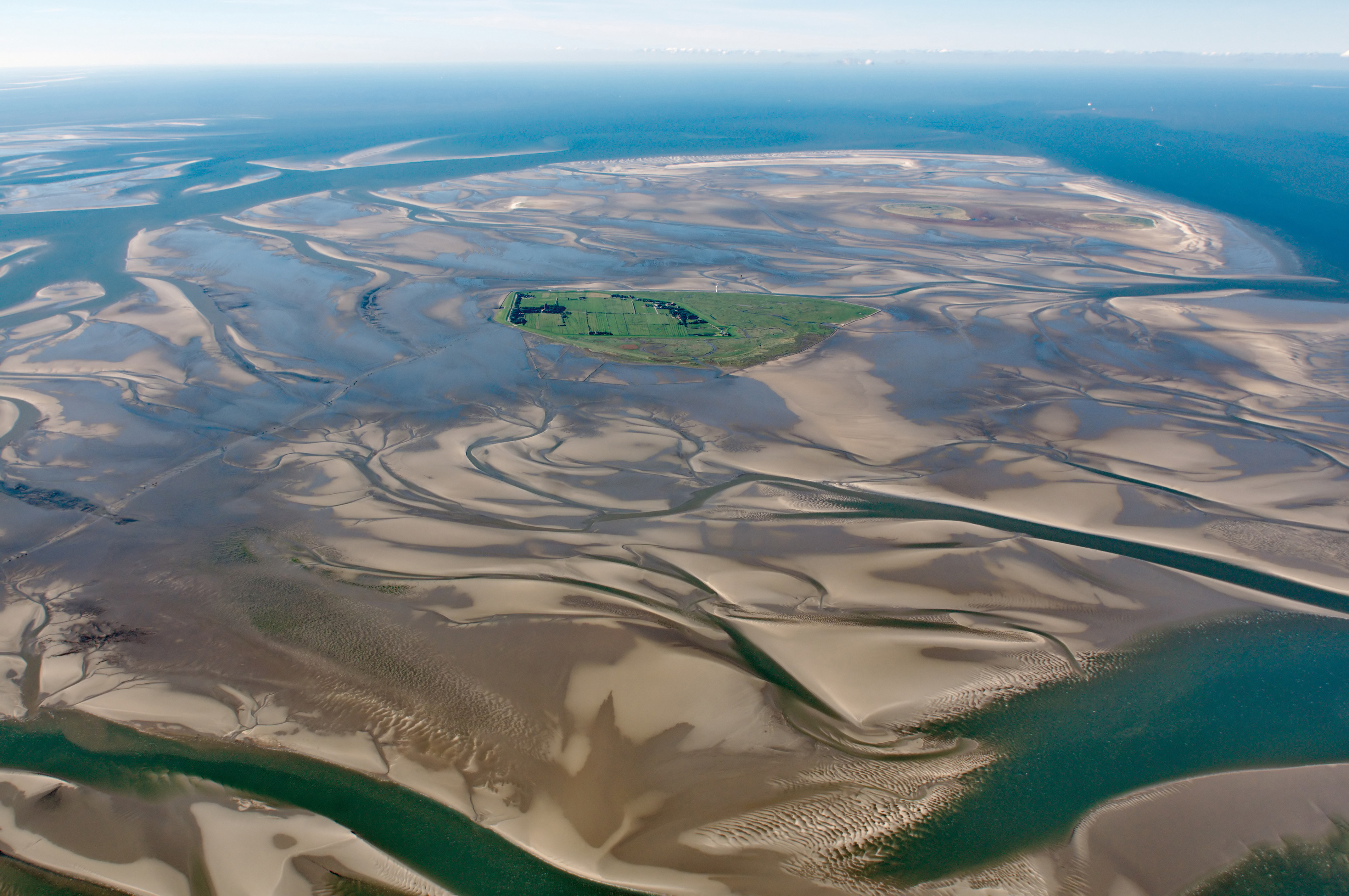
干潮時の空撮写真。ノイヴェルク島は中央部の緑色の範囲。

ハンブルク市にとって、エルベ川とその先のノイヴェルク島は極めて重要な存在だった。ハンザ同盟に所属するハンブルク、ブレーメン、シュターデの商人たちは、ザクセン公アルベルト2世、その甥にあたるザクセン＝ラウエンブルク公アルベルト3世、エーリヒ1世、ヨハン2世、さらにはノイヴェルクが属するラント・ハーデルンを共同統治している諸領主たちにかけあい、1286年4月24日の権利書で、当時オー（O）またはニゲ・オー（Nige O）と呼ばれていたエルベ川河口の平たい干潟の島、すなわちノイヴェルク島に常夜灯を設置し、維持することを認められた。
1299年11月1日、アルベルト3世とヨハン2世は、ハンブルクなどの海商たちに、要塞化された塔を建設し、ノイヴェルクすなわち「新たな仕事」と名付ける許可を出した。その後35メートル (115 ft)の監視塔兼昼標が、1310年に完成した。完成後、ある市会議員と10人の武装兵が塔を占拠した。ノイヴェルク島に言及している現存最古の文書は、1316年のフリース人の契約書で、ここでは旧名のニゲ・オー島という名が使われている。
現在の塔ができた時期は、史料によって1367年、1369年、1377年とまちまちであるが、いずれにせよ先代の木造の塔が焼失したために再建されたものである。この塔はハンブルクに残る最古の建築物であり、同時にハンブルクに現存する最後の城砦設備である。
1648年から海上標識用の灯火が夜間に焚かれるようになり、1814年には灯台に改装された。それでもなお、ノイヴェルク島近辺では難破事故が後を絶たなかった。
第一次世界大戦中、灯台は砲弾を受けて灯火装置と信号装置を破壊された。またノイヴェルク島近辺では、1915年9月3日にツェッペリン飛行船LZ 40 (L 10)が落雷に遭って近くの北海海域に墜落し、20人の乗組員が犠牲になる事故が起きた。
ノイヴェルク島は1937年の大ハンブルク法でプロイセン州に編入されたが、第二次世界大戦後には新設されたニーダーザクセン州の一部となった。
1946年、18kWの発電能力を持つ直径15メートル (49 ft)の風力発電機が設置された。これはディーゼル燃料の消費を抑え、灯台や島民の電力を賄うのに役立った。この風力発電は20年ほど稼働し、その後本土から直接電気を供給する海底ケーブルに取って代わられた。
1969年、ハンブルク市はノイヴェルク島やシャールヘルン島など、クックスハーフェンの海岸地帯における地所に有していた古い権利を放棄した。

## 海難事故

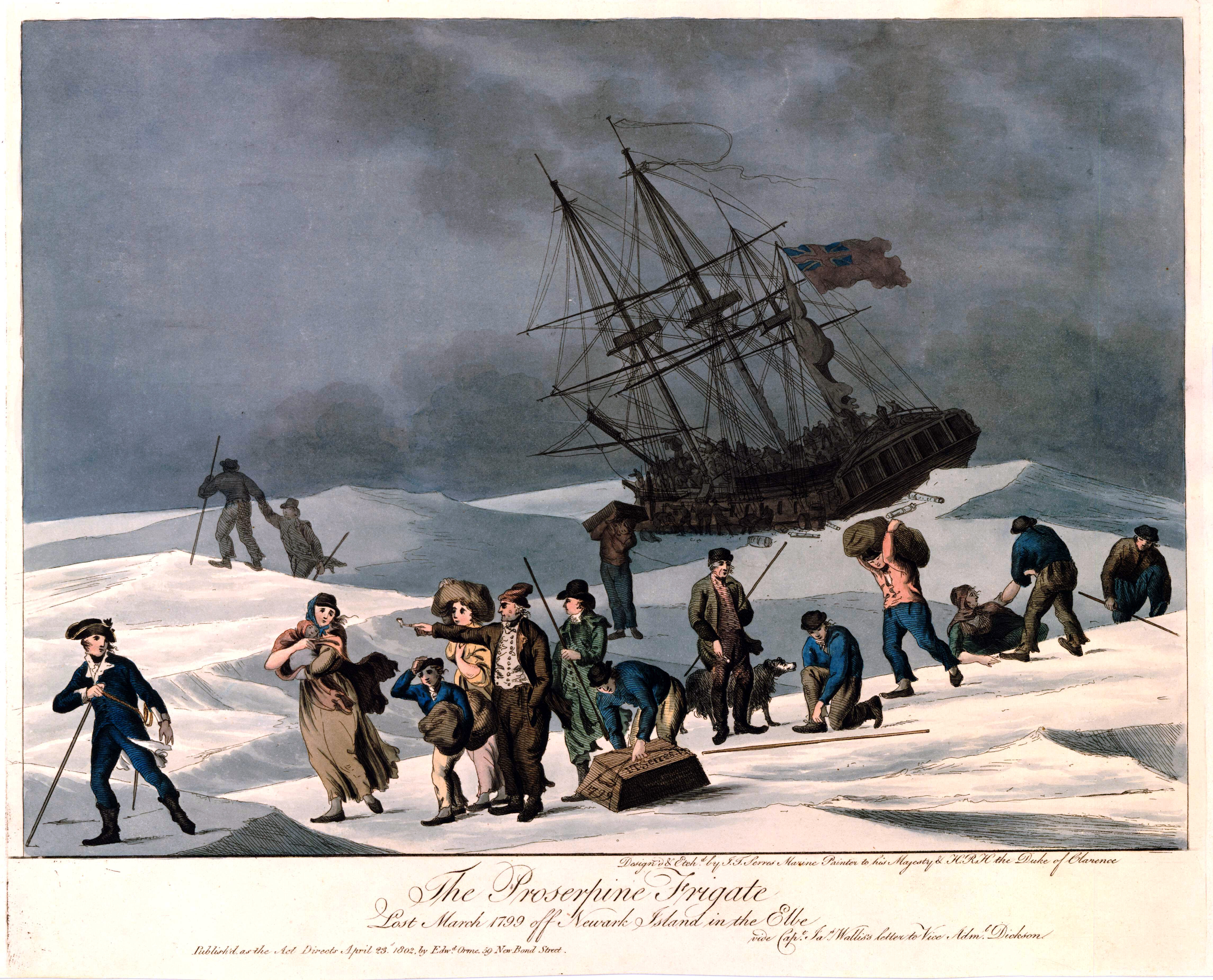
難破したHMSプロセルピナからノイヴェルク島へ逃れる乗員 (1799年)

| 発生日         | 遭難船舶と詳細 |
| -------------- | --- |
| 1799年2月1日   | HMSプロセルピナが、ノイヴェルク島沖約6マイルの地点で、岩礁上の厚い氷と雪にとらわれて動けなくなった。乗員は187人で、その中にはクックスハーフェンからベルリンへ向かっていたイギリスの外交官トマス・グレンヴィルもいた。寒さの中で女性と子供を含む14人が犠牲となったが、残りはノイヴェルク島まで歩いて渡り、灯台に逃げ込んで助かった。5日後、船長ら5人が船のもとに戻り、食料を可能な限り運び出しているうちに、再びプロセルピナは海へ漂い始めた。66時間後、この船は再び近くのバルトルム島に座礁した。 |
| 1817年11月25日 | スコッツ・クレイグ号がノイヴェルク島沖で難破し、乗組員が犠牲となった。 |
| 1819年2月4日   | ジョージ号がノイヴェルク島沖で座礁した。この船はハンブルクからヨークシャーのハルへ向かう途中だった。 |
| 1820年7月23日  | シンシア号が座礁した。 |
| 1821年12月5日  | アン号が、おそらくマンチェスター号と共に、座礁し難破した。 |
| 1823年12月10日 | ロンドン号が難破した。乗組員は救助された。 |
| 1827年3月18日  | ジョージ号（コルルナ号）が消息を絶った。 |
| 1827年2月22日  | アポロ号とシャルロッテ号が座礁した。これらはサンダーランドからハンブルクへ向かう途中だった。 |
| 1827年11月9日  | エギル号がノイヴェルク島・ドゥーネン間で航行不能になった。 |
| 1829年10月16日 | シュベナツァディー号が転覆した。 |
| 1831年11月18日 | ユニオン号がノイヴェルク島沖で沈没した。乗組員の内6人が救助された。 |
| 1833年6月16日  | フラウ・クリスティーネ号が座礁した。 |
| 1932年12月14日 | ホシアナ号がノイヴェルク島沖で火災を起こし、沈没した。 |

## 人口
2007年12月31日の時点で、ノイヴェルク島には39人が居住している。うち26人が女性、13人が男性。他に11人の島外者がいる。